# سامسونگ جی‌تی-آی۸۵۱۰

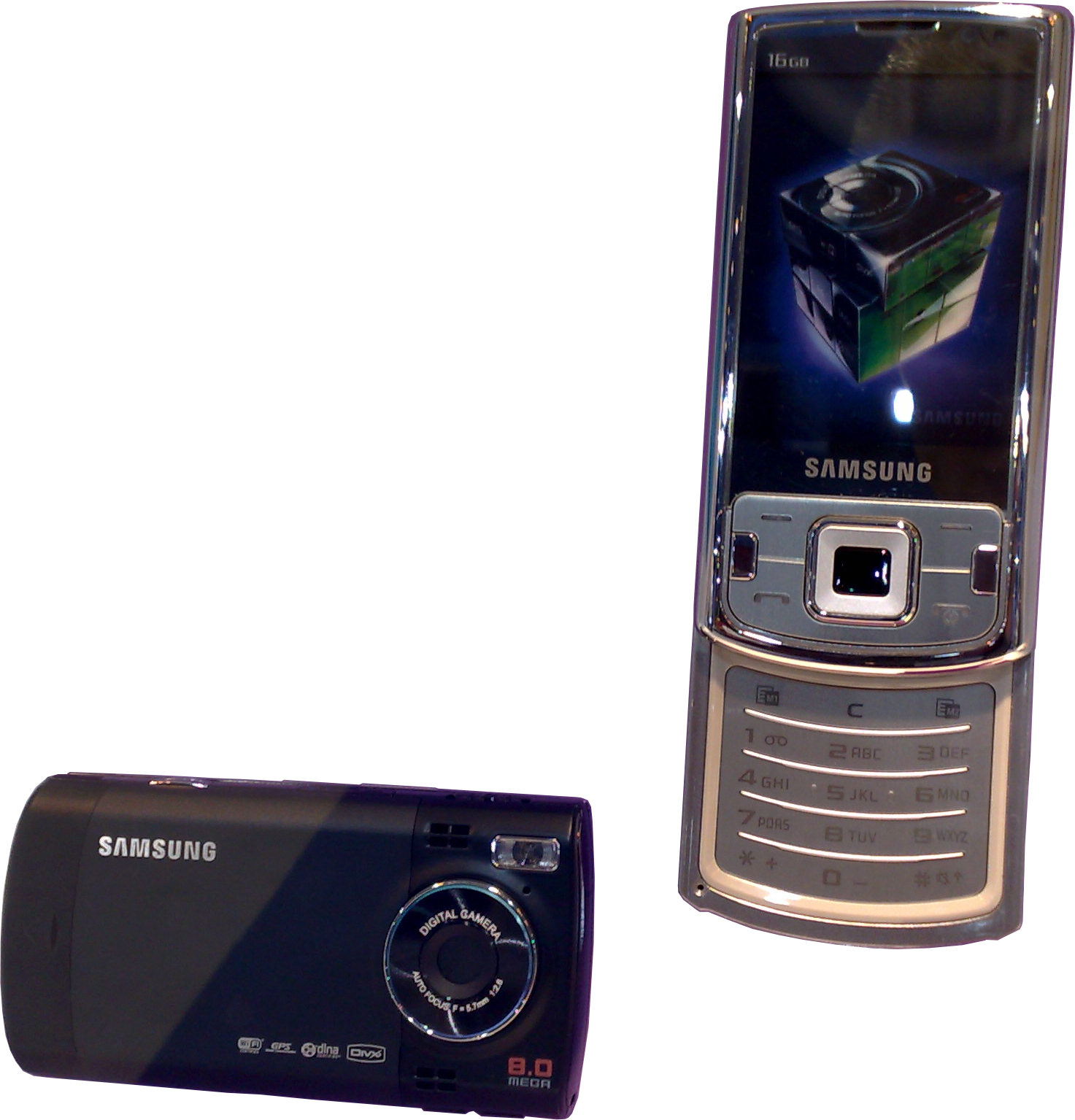
تصویری از گوشی

سامسونگ جی‌تی-آی۸۵۱۰ (به انگلیسی: Samsung GT-i8510) همچنین شناخته شده تحت نام INNOV8 یک‌نمونه از گوشی‌های تلفن همراه سری I شرکت سامسونگ می باشد که توسط همین شرکت به بازار عرضه شده‌است. این گوشی نخستین گوشی سامسونگ دارای دوربین ۸ مگاپیکسل است.